# مهرجان صاندانس السينمائي
مهرجان صاندانس السينمائي (بالإنجليزية: Sundance Film Festival)‏ مهرجان سينمائي يقام في شهر يناير من كل سنة في ولاية أوتاه بالولايات المتحدة الأمريكية أسسه سترلينغ فان واغينين الذي كان يرأس الشركة التي يملكها الممثل والمخرج روبرت ريدفورد. فهو أكبر مهرجان سينمائي خاص في الولايات المتحدة، ويعتبر المهرجان المكان الأولي الذي يعرض فيه أي عمل سينمائي حر سواء من الولايات المتحدة، أو من باقي أنحاء العالم.
ويخصص أقسام في المهرجان للمنافسة بين أفلام الدراما والأفلام الوثائقية، والأفلام الطويلة والقصيرة.
سُمّي مهرجان صاندانس بهذا الاسم نسبة إلى شخصية (The Sundance Kid) التي أداها روبرت ريدفورد، في فيلم بوتش كاسيدي وساندانس كيد.

## التاريخ
يعود تاريخ المهرجان إلى عام 1978 فقد كان الهدف الرئيس من إقامة المهرجان هو جذب صناع الأفلام إلى ولاية يوتا، فقد كان المهرجان يعرف لأول مرة باسم (مهرجان الفيلم الأمريكي) وقد أسس المهرجان على الكاتب والمخرج استرلينج واجينين الذي كان يعمل رئيساً لشركة وايلدوود (Wildwood) التي يملكها الممثل والمنتج والمخرج روبيرت ريدفورد، إذ أسس المهرجان مع كل من جون إيرل، وسيرينا هامبتون كاتانيا وقد كانو يعملون معاً في لجنة المهرجان بعد أن غيّر اسمه ليصبح (مهرجان يوتا للأفلام الأمريكية). وقد أقيمت دورة عام 1978 -أولى دورات المهرجان- في مدينة سوليت ليك، بمساعدة من روبيرت ريدفورد، وحاكم الولاية. وكان المهرجان يعرض في دورته الأولى أفلاماً أمريكية خالصة.
وقبل أن يعرف المهرجان باسم صاندانس كان قد غُيّرت تسمية عدة مرات فبعد أن سمي مهرجان يوتا للأفلام الأمريكية، تم تغيير اسمه للمرة الثالثة ليصبح اسمه (مهرجان الولايات المتحدة للأفلام والفيديو)، ثم غير للمرة الرابعة ليصبح (مهرجان صاندانس لأفلام الولايات المتحدة)، قبل أن يستقر المهرجان أخيراً على اسمه المعروف حالياً.